# A kis prérikutyák
A kis prérikutyák brit televíziós filmsorozat. A zenéjét James Dorman szerezte. Nagy-Britanniában a BBC mutatta be. Magyarországon az M2 tűzte műsorra.

## Ismertető
A kis prérikutyák otthona, az amerikai prérin található. Az állatok kis kuckója, mélyen a föld alatt helyezkedik el. Ezek az állatok közösségben élnek, és vigyáznak arra, amire kell. A kis állatkák szeretnek játszani, a szüleiktől és a többi felnőttektől megtanulják, hogy mit kell csinálnia egy jól nevelt préri kutyának.
Magyar hangok :
- Isti - Seszták Szabolcs
- Mazsó - Mezei Kitty